# هربرت ألبرشت (نحات)
هربرت ألبرشت (بالألمانية: Herbert Albrecht)‏ (و. 1927  م) هو نحات نمساوي.